# Úrvalsdeild 2021-2022 (pallavolo femminile)
L'Úrvalsdeild 2021-2022, 49ª edizione della massima serie del campionato islandese di pallavolo femminile si è svolta dal 21 settembre 2021 al 3 maggio 2022: al torneo hanno partecipato sette squadre di club islandesi e la vittoria finale è andata per la seconda volta al KA Akureyri.

## Regolamento

### Formula
La formula ha previsto:
- regular season, disputata con girone all'italiana, nella quale ogni squadra ha incontrato ciascuna delle altre squadre tre volte: le prime quattro classificate hanno acceduto ai play-off scudetto.
- Play-off scudetto, organizzati con semifinali, al meglio di due vittorie su tre gare, e finale, al meglio di tre vittorie su cinque gare.

### Criteri di classifica
Se il risultato finale è stato di 3-0 o 3-1 sono stati assegnati 3 punti alla squadra vincente e 0 a quella sconfitta, se il risultato finale è stato di 3-2 sono stati assegnati 2 punti alla squadra vincente e 1 a quella sconfitta.
L'ordine del posizionamento in classifica è stato definito in base a:
- Punti.

## Squadre partecipanti
| Club                | Stagione | Città       | Impianto                  | Stagione precedente                                |
| ------------------- | -------- | ----------- | ------------------------- | -------------------------------------------------- |
| Afturelding         | dettagli | Mosfellsbær | Íþróttamiðstöðin að Varmá | 1ª in Úrvalsdeild; Campione dell'Islanda           |
| Álftanes            | dettagli | Garðabær    | Álftanesskóli             | 5ª in Úrvalsdeild; prelimininari play-off scudetto |
| HK Kópavogur        | dettagli | Kópavogur   | Íþróttahúsið Digranes     | 2ª in Úrvalsdeild; finale play-off scudetto        |
| KA Akureyri         | dettagli | Akureyri    | KA Heimilið               | 3ª in Úrvalsdeild; semifinali play-off scudetto    |
| Þróttur             | dettagli | Reykjavík   | Laugardalshöll            | 6ª in Úrvalsdeild; prelimininari play-off scudetto |
| Þróttur Neskaupstað | dettagli | Fjarðabyggð | Íþróttahúsið Neskaupstað  | 4ª in Úrvalsdeild; semifinali play-off scudetto    |
| Völsungur           | dettagli | Húsavík     | Íþróttahöllin             | 1ª in 1. deild; vincitrice play-off promozione     |

## Torneo

### Regular season

#### Risultati
| Partite |                                    |     |                                   |
|         |                                    |     |                                   |
| 21-09   | HK Kópavogur - Álftanes            | 3-2 | 25-17, 20-25, 20-25, 25-21, 15-10 |
| 22-09   | Völsungur - Afturelding            | 0-3 | 9-25, 18-25, 13-25                |
| 22-09   | KA Akureyri - Þróttur              | 3-1 | 25-12, 25-22, 23-25, 25-22        |
| 25-09   | Þróttur Neskaupstað - Þróttur      | 3-1 | 25-13, 25-12, 23-25, 25-22        |
| 26-09   | Þróttur Neskaupstað - Þróttur      | 3-1 | 20-25, 25-17, 25-20, 25-17        |
| 29-09   | Álftanes - Völsungur               | 3-0 | 25-8, 25-23, 25-11                |
| 29-09   | KA Akureyri - HK Kópavogur         | 3-0 | 25-20, 25-22, 25-19               |
| 02-10   | HK Kópavogur - Afturelding         | 0-3 | 8-25, 23-25, 18-25                |
| 03-10   | KA Akureyri - Þróttur Neskaupstað  | 3-0 | 25-15, 25-18, 25-18               |
| 05-10   | HK Kópavogur - Þróttur             | 3-0 | 25-10, 25-21, 25-20               |
| 06-10   | Afturelding - Álftanes             | 3-0 | 25-15, 25-19, 25-12               |
| 13-10   | Afturelding - KA Akureyri          | 0-3 | 29-31, 21-25, 25-27               |
| 05-11   | Þróttur - HK Kópavogur             | 0-3 | 24-26, 12-25, 17-25               |
| 12-11   | Afturelding - Þróttur Neskaupstað  | 3-1 | 21-25, 25-22, 25-20, 25-10        |
| 13-11   | HK Kópavogur - Völsungur           | 3-0 | 25-21, 25-16, 25-21               |
| 14-11   | HK Kópavogur - Völsungur           | 3-0 | 25-22, 25-11, 25-23               |
| 14-11   | Álftanes - KA Akureyri             | 1-3 | 18-25, 15-25, 25-23, 21-25        |
| 17-11   | Afturelding - Þróttur              | 3-0 | 25-17, 25-16, 25-13               |
| 20-11   | Álftanes - Þróttur Neskaupstað     | 3-0 | 25-22, 25-15, 25-21               |
| 20-11   | HK Kópavogur - KA Akureyri         | 0-3 | 22-25, 13-25, 25-27               |
| 21-11   | Álftanes - Þróttur Neskaupstað     | 2-3 | 25-18, 25-20, 20-25, 21-25, 11-15 |
| 24-11   | Þróttur Neskaupstað - Völsungur    | 3-0 | 25-12, 25-12, 25-20               |
| 28-11   | Þróttur - Álftanes                 | 1-3 | 9-25, 25-20, 16-25, 21-25         |
| 01-12   | Völsungur - KA Akureyri            | 1-3 | 19-25, 25-23, 19-25, 16-25        |
| 04-12   | Þróttur - Völsungur                | 1-3 | 26-28, 25-21, 18-25, 16-25        |
| 04-12   | Þróttur Neskaupstað - HK Kópavogur | 3-0 | 26-24, 25-21, 25-12               |
| 04-12   | KA Akureyri - Afturelding          | 0-3 | 21-25, 21-25, 20-25               |
| 05-12   | Þróttur - Völsungur                | 3-2 | 25-22, 18-25, 25-22, 22-25, 15-13 |
| 05-12   | Þróttur Neskaupstað - HK Kópavogur | 3-0 | 25-10, 25-18, 25-19               |
| 12-12   | Afturelding - Völsungur            | 3-0 | 25-15, 25-23, 25-21               |
| 12-12   | Álftanes - HK Kópavogur            | 3-2 | 11-25, 25-18, 25-22, 21-25, 15-11 |
| 12-12   | Þróttur - KA Akureyri              | 0-3 | 18-25, 15-25, 14-25               |

| Partite |                                    |     |                                   |
|         |                                    |     |                                   |
| 14-01   | Álftanes - Afturelding             | 0-3 | 24-26, 19-25, 20-25               |
| 19-01   | Afturelding - HK Kópavogur         | 3-1 | 25-17, 19-25, 25-23, 25-16        |
| 19-01   | Völsungur - Þróttur Neskaupstað    | 2-3 | 26-24, 17-25, 25-18, 21-25, 9-15  |
| 19-01   | KA Akureyri - Álftanes             | 3-0 | 25-23, 25-17, 25-14               |
| 26-01   | Þróttur Neskaupstað - KA Akureyri  | 1-3 | 16-25, 25-13, 23-25, 13-25        |
| 29-01   | Völsungur - Þróttur                | 3-1 | 25-20, 13-25, 25-22, 25-12        |
| 05-02   | Afturelding - Völsungur            | 3-0 | 25-20, 25-21, 25-10               |
| 05-02   | Þróttur - KA Akureyri              | 0-3 | 15-25, 18-25, 20-25               |
| 09-02   | Afturelding - Þróttur              | 3-0 | 25-14, 25-19, 25-14               |
| 09-02   | Völsungur - KA Akureyri            | 0-3 | 16-25, 16-25, 19-25               |
| 09-02   | Álftanes - HK Kópavogur            | 0-3 | 18-25, 19-25, 21-25               |
| 18-02   | Völsungur - Álftanes               | 2-3 | 25-21, 10-25, 27-25, 23-25, 10-15 |
| 19-02   | Völsungur - Álftanes               | 1-3 | 20-25, 15-25, 25-23, 23-25        |
| 19-02   | Þróttur Neskaupstað - Afturelding  | 1-3 | 8-25, 25-18, 9-25, 15-25          |
| 20-02   | Þróttur Neskaupstað - Afturelding  | 0-3 | 20-25, 20-25, 12-25               |
| 23-02   | KA Akureyri - Þróttur Neskaupstað  | 3-0 | 25-16, 25-22, 25-17               |
| 26-02   | Þróttur - Þróttur Neskaupstað      | 0-3 | 17-25, 14-25, 13-25               |
| 02-03   | Þróttur - Afturelding              | 0-3 | 16-25, 21-25, 15-25               |
| 04-03   | KA Akureyri - Afturelding          | 3-0 | 25-19, 25-22, 25-21               |
| 05-03   | Þróttur Neskaupstað - Álftanes     | 0-3 | 7-25, 25-27, 22-25                |
| 05-03   | Völsungur - HK Kópavogur           | 2-3 | 25-22, 22-25, 25-19, 12-15        |
| 09-03   | Álftanes - Þróttur                 | 3-0 | 25-19, 25-9, 25-13                |
| 16-03   | KA Akureyri - Völsungur            | 3-1 | 25-15, 22-25, 25-13, 25-16        |
| 19-03   | Þróttur - Álftanes                 | 0-3 | 15-25, 21-25, 19-25               |
| 19-03   | HK Kópavogur - Þróttur Neskaupstað | 1-3 | 18-25, 16-25, 26-24, 26-28        |
| 23-03   | HK Kópavogur - Afturelding         | 0-3 | 15-25, 21-25, 16-25               |
| 23-03   | Álftanes - KA Akureyri             | 0-3 | 21-25, 18-25, 19-25               |
| 23-03   | Völsungur - Þróttur Neskaupstað    | 1-3 | 20-25, 15-25, 26-24, 22-25        |
| 06-04   | Afturelding - Álftanes             | 1-3 | 25-22, 10-25, 18-25, 14-25        |
| 06-04   | HK Kópavogur - Þróttur             | 3-0 | 25-19, 25-20, 25-15               |
| 10-04   | KA Akureyri - HK Kópavogur         | 3-0 | 25-18, 25-17, 25-19               |

#### Classifica
| Pos. | Squadra             | Pt | G  | V  | P  | SV | SP | Ratio | PF    | PS    | Ratio |
| ---- | ------------------- | -- | -- | -- | -- | -- | -- | ----- | ----- | ----- | ----- |
| 1.   | KA Akureyri         | 51 | 18 | 17 | 1  | 51 | 8  | 6,375 | 1 451 | 1 141 | 1,272 |
| 2.   | Afturelding         | 45 | 18 | 15 | 3  | 46 | 12 | 3,833 | 1 388 | 1 089 | 1,275 |
| 3.   | Álftanes            | 30 | 18 | 10 | 8  | 35 | 31 | 1,129 | 1 433 | 1 349 | 1,062 |
| 4.   | Þróttur Neskaupstað | 28 | 18 | 10 | 8  | 33 | 32 | 1,031 | 1 386 | 1 366 | 1,015 |
| 5.   | HK Kópavogur        | 23 | 18 | 8  | 10 | 28 | 34 | 0,824 | 1 285 | 1 333 | 0,964 |
| 6.   | Völsungur           | 10 | 18 | 2  | 16 | 18 | 50 | 0,360 | 1 286 | 1 560 | 0,824 |
| 7.   | Þróttur             | 2  | 18 | 1  | 17 | 9  | 53 | 0,170 | 1 115 | 1 506 | 0,740 |

      Qualificata ai play-off scudetto

### Play-off scudetto

#### Tabellone
| \| \| Semifinali \| Semifinali \| Semifinali \| Semifinali \| Semifinali \| \| \| Finale \| Finale \| Finale \| Finale \| Finale \| Finale \| Finale \| \| \| \| \| \| \| \| \| \| \| \| \| \| \| \| \| \| \| \| \| 1 \| KA Akureyri \| 3 \| 3 \| \| \| \| \| \| \| \| \| \| \| \| \| \| 1 \| KA Akureyri \| 3 \| 3 \| \| \| \| \| \| \| \| \| \| \| \| \| \| 4 \| Þróttur Neskaupstað \| 0 \| 0 \| \| \| \| \| \| \| \| \| \| \| \| \| \| 4 \| Þróttur Neskaupstað \| 0 \| 0 \| \| 1 \| KA Akureyri \| 3 \| 3 \| 3 \| \| \| \| \| \| \| \| \| \| \| \| \| 1 \| KA Akureyri \| 3 \| 3 \| 3 \| \| \| \| \| \| \| \| \| \| 2 \| Afturelding \| 0 \| 0 \| 0 \| \| \| \| \| \| \| \| \| \| \| 2 \| Afturelding \| 2 \| Afturelding \| 0 \| 0 \| 0 \| 3 \| 3 \| \| \| \| \| \| \| \| \| 2 \| Afturelding \| \| \| \| \| \| \| \| \| \| \| \| \| \| \| \| 3 \| Álftanes \| 0 \| 1 \| \| \| \| \| \| \| \| \| \| \| \| |            |                     |            |             |            |   |             |        |        |        |        |        |        |        |  |
| | Semifinali | Semifinali          | Semifinali | Semifinali  | Semifinali |   |             | Finale | Finale | Finale | Finale | Finale | Finale | Finale |  |
| |            |                     |            |             |            |   |             |        |        |        |        |        |        |        |  |
| | 1          | KA Akureyri         | 3          | 3           |            |   |             |        |        |        |        |        |        |        |  |
| | 1          | KA Akureyri         | 3          | 3           |            |   |             |        |        |        |        |        |        |        |  |
| | 4          | Þróttur Neskaupstað | 0          | 0           |            |   |             |        |        |        |        |        |        |        |  |
| | 4          | Þróttur Neskaupstað | 0          | 0           |            | 1 | KA Akureyri | 3      | 3      | 3      |        |        |        |        |  |
| |            |                     |            |             |            | 1 | KA Akureyri | 3      | 3      | 3      |        |        |        |        |  |
| |            |                     | 2          | Afturelding | 0          | 0 | 0           |        |        |        |        |        |        |        |  |
| | 2          | Afturelding         | 2          | Afturelding | 0          | 0 | 0           | 3      | 3      |        |        |        |        |        |  |
| | 2          | Afturelding         |            |             |            |   |             |        |        |        |        |        |        |        |  |
| | 3          | Álftanes            | 0          | 1           |            |   |             |        |        |        |        |        |        |        |  |

#### Risultati

##### Semifinali
| Gara 1 |                                   |     |                     |
|        |                                   |     |                     |
| 14-04  | KA Akureyri - Þróttur Neskaupstað | 3-0 | 25-17, 25-16, 25-18 |
| 14-04  | Afturelding - Álftanes            | 3-0 | 25-11, 25-19, 25-10 |

| Gara 2 |                                   |     |                            |
|        |                                   |     |                            |
| 19-04  | Álftanes - Afturelding            | 1-3 | 17-25, 21-25, 25-17, 23-25 |
| 19-04  | Þróttur Neskaupstað - KA Akureyri | 0-3 | 21-25, 22-25, 15-25        |

##### Finale
| Gara 1 |                           |     |                     |
|        |                           |     |                     |
| 24-04  | KA Akureyri - Afturelding | 3-0 | 25-22, 25-16, 25-17 |

| Gara 2 |                           |     |                     |
|        |                           |     |                     |
| 26-04  | Afturelding - KA Akureyri | 0-3 | 16-25, 22-25, 22-25 |

| Gara 3 |                           |     |                     |
|        |                           |     |                     |
| 03-05  | KA Akureyri - Afturelding | 3-0 | 25-18, 25-19, 25-16 |

## Premi individuali[3]
| Premio                     | Nome                       | Squadra             |
| -------------------------- | -------------------------- | ------------------- |
| MVP                        | Thelma Dögg Grétarsdóttir  | Afturelding         |
| Miglior palleggiatrice     | Jóna Arnarsdóttir          | KA Akureyri         |
| Miglior opposto            | Thelma Dögg Grétarsdóttir  | Afturelding         |
| Miglior schiacciatrice     | Tea Andrić                 | KA Akureyri         |
| Miglior schiacciatrice     | María Karlsdóttir          | Afturelding         |
| Miglior centrale           | Valdís Einarsdóttir        | Afturelding         |
| Miglior centrale           | Paula Miguel de Blas       | Þróttur Neskaupstað |
| Miglior libero             | Valdís Þorvarðardóttir     | KA Akureyri         |
| Miglior allenatore         | Mateo Castrillo            | KA Akureyri         |
| Giocatrice più promettente | Sóldís Leifsdóttir Blöndal | HK Kópavogur        |

## Statistiche
| Rendimento individuale | Rendimento individuale    | Rendimento individuale | Rendimento individuale |
| Pos.                   | Nome                      | Punti                  | Squadra                |
| ---------------------- | ------------------------- | ---------------------- | ---------------------- |
| 1                      | Paula Del Olmo            | 347                    | KA Akureyri            |
| 2                      | Tea Andrić                | 332                    | KA Akureyri            |
| 3                      | Thelma Dögg Grétarsdóttir | 324                    | Afturelding            |
| 4                      | Michelle Traini           | 283                    | Álftanes               |
| 5                      | Kyisha Hunt               | 262                    | Völsungur              |
| 6                      | Paula Miguel de Blas      | 234                    | Þróttur Neskaupstað    |
| 7                      | Sladjana Smiljanić        | 204                    | Álftanes               |
| 8                      | María Karlsdóttir         | 197                    | Afturelding            |
| 9                      | Tamara Kaposi-Peto        | 195                    | Völsungur              |
| 10                     | Ester Jónsdóttir          | 176                    | Þróttur Neskaupstað    |

| Attacchi vincenti | Attacchi vincenti         | Attacchi vincenti | Attacchi vincenti   |
| Pos.              | Nome                      | Punti             | Squadra             |
| ----------------- | ------------------------- | ----------------- | ------------------- |
| 1                 | Paula Del Olmo            | 281               | KA Akureyri         |
| 2                 | Tea Andrić                | 278               | KA Akureyri         |
| 3                 | Michelle Traini           | 231               | Álftanes            |
| 4                 | Thelma Dögg Grétarsdóttir | 221               | Afturelding         |
| 5                 | Kyisha Hunt               | 217               | Völsungur           |
| 6                 | Sladjana Smiljanić        | 162               | Álftanes            |
| 7                 | María Karlsdóttir         | 158               | Afturelding         |
| 8                 | Ester Jónsdóttir          | 156               | Þróttur Neskaupstað |
| 9                 | Tamara Kaposi-Peto        | 155               | Völsungur           |
| 10                | Paula Miguel de Blas      | 151               | Þróttur Neskaupstað |

| Muri vincenti | Muri vincenti              | Muri vincenti | Muri vincenti       |
| Pos.          | Nome                       | Punti         | Squadra             |
| ------------- | -------------------------- | ------------- | ------------------- |
| 1             | Paula Miguel de Blas       | 48            | Þróttur Neskaupstað |
| 2             | Thelma Dögg Grétarsdóttir  | 40            | Afturelding         |
| 3             | Maria Jimenez              | 31            | Þróttur Neskaupstað |
| 4             | Gígja Guðnadóttir          | 29            | KA Akureyri         |
| 5             | Hanna María Friðriksdóttir | 27            | HK Kópavogur        |
| 6             | Valdís Einarsdóttir        | 22            | Afturelding         |
| 6             | Arna Heimisdóttir          | 22            | HK Kópavogur        |
| 8             | Paula Del Olmo             | 21            | KA Akureyri         |
| 8             | Dýrleif Sigmundsdóttir     | 21            | Álftanes            |
| 10            | Lovísa Aðalsteinsdóttir    | 20            | KA Akureyri         |
| 10            | Tea Andrić                 | 20            | KA Akureyri         |
| 10            | Michelle Traini            | 20            | Álftanes            |

| Battute vincenti | Battute vincenti           | Battute vincenti | Battute vincenti    |
| Pos.             | Nome                       | Punti            | Squadra             |
| ---------------- | -------------------------- | ---------------- | ------------------- |
| 1                | Thelma Dögg Grétarsdóttir  | 63               | Afturelding         |
| 2                | Jóna Arnarsdóttir          | 59               | KA Akureyri         |
| 3                | Paula Del Olmo             | 45               | KA Akureyri         |
| 4                | Edda Ásgeirsdóttir         | 42               | HK Kópavogur        |
| 5                | Kristey Hallsdóttir        | 41               | Völsungur           |
| 6                | Sóldís Leifsdóttir Blöndal | 38               | HK Kópavogur        |
| 7                | Paula Miguel de Blas       | 35               | Þróttur Neskaupstað |
| 8                | Tea Andrić                 | 34               | KA Akureyri         |
| 9                | Dýrleif Sigmundsdóttir     | 33               | Álftanes            |
| 9                | Sladjana Smiljanić         | 33               | Álftanes            |